# 세비야의 이발사

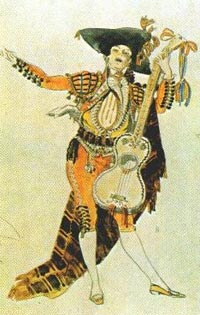

《세비야의 이발사(이탈리아어: Il barbiere di Siviglia)는 조아키노 로시니가 작곡한 2막의 희극 오페라이다. 프랑스 희곡 작가인 피에르 보마르셰의 희극 《세비야의 이발사(Le Barbier de Séville)》를 기초로 체사레 스테르비니가 대본을 작성하였다. 첫공연은 "알마비바", 또는 "쓸모없는 사전조심"라는 제목으로, 1816년 2월 20일에 로마의 테아트로 아르젠티나에서 막이 올려졌다. 다수에 의해 위대한 오페라 부파로 여겨지고, " Opera America"의 통계에 따르면, 북미에서 5번째로 많이 상연되는 작품이다.

## 개요
그전에 같은 연극을 기초로 조반니 파이시엘로가 동명의 오페라를 작곡하였고, 1796년 Nicholas Isouard도 같은 주제로 오페라를 작곡하였다. 파이시엘로의 작품이 그 당시에는 성공을 거두었지만, 로시니의 나중 작품이 지금까지 살아남아서, 주요 오페라 상연 목록이 되었다.
이 작품은 프랑스 희곡 작가인 보마르셰의 피가로 삼부작에서 첫 번째 연극을 따른다. 원래 보마르셰의 연극은 1775년 파리의 Tuileries Palace, 코메디 프랑세즈에서 초연되었다.
로시니는 빠른 작곡 능력으로 유명하고, 그의 스타일에 충실하여, "세비야의 이발사"의 모든 음악은 3주 만에 완성되었다. 비록 유명한 전주곡은 사실 로시니의 그전 오페라인 팔미라의 아우렐리오에서 빌려온 것이다. 이 오페라가 1816년 2월 20일에 초연되었을 때는 참혹한 실패였다. 관객들은 공연 내내 쉿소리를 내고, 야유하며, 몇 개의 무대 사고가 발생하였다. 두 번째 공연은 그러나 굉장히 다른 운명을 맞이하여, 들끓는 성공을 거둔다. 기묘하게도 원작 프랑스 연극 "Le Barbier de Seville"도 오페라와 비슷하게 첫 공연에서는 실패했다가 이후에 성공하였다.

## 등장인물
- 로지네, 바르톨로의 피후견인 (리릭 콜로라투라, 혹은 메조소프라노)
- 바르톨로 박사, 로지나의 후견인 (베이스)
- 알마비바 백작, 지방 귀족, 학생인 린도로라 변장함(테너)
- 피가로, 세빌리아의 이발사 (바리톤)
- 피오렐로, 알마비바 백작의 하인
- 바질리오, 바르톨로와 한패, 음악 교사 (베이스)
- 베르타(마르첼리나), 바르톨로 박사의 하인(소프라노)
- 암브로조, 바르톨로의 하인

## 악기편성
플루트2 (2번은 피콜로 겸함),  오보에2, 클라리넷2, 바순2, 호른2, 트럼펫2, 팀파니, 트라이앵글, 심벌즈, 큰북, 기타, 하프시코드, 현5부

## 줄거리

### 1막
에스파냐의 세비야, 17세기
알마비바 백작은 변장한 채로 바르톨로 박사의 집을 찾아가, 로시나를 향해 세레나데를 부른다.("Ecco ridente") 바르톨로 박사는 로시나를 집안에 계속해서 감금한다. 알마비바는 음악가들에게 돈을 지불하고, 그녀를 볼 희망으로 낮이 밝을 때까지 기다리기로 결심한다. 이발사인 피가로는 세비야에 있는 집들에 접근할 수 있으며, 마을의 비밀과 스캔들을 잘 알고 있기에, 자신의 바쁜 삶을 묘사한다.("Largo al factotum") 피가로가 바르톨로 박사는 그가 허락받아야할 로시나의 아버지가 아니라, 엉큼한 후견인일 뿐이라고 말한다.
백작은 로시나를 향해 다른 세레나데를 부르고, 자신을 가난한 학생인 린도로라 일컫는다. 그동안 거의 갇혀 지내면서 답답하게 살았던 로시나는, 그 젊은 청년이 누군지 궁금해한다. 피가로는 계략을 생각해낸다: 백작이 술에 취한 병사로 변장하여, 바르톨로 박사네 집에 쳐들어가, 바르톨로 박사가 결혼하고자 하는 로시나에게 접근하는 것이다. 백작은 그 계획에 흥분해하지만, 피가로는 감사해하는 백작에게서 멋진 보답을 기대한다.("All’idea di quel metallo")
로시나는 자신의 마음을 매료시킨 그 목소리를 떠올리고, 린도로를 만나기 위해서 농간을 부린다. ("Una voce poco fa") 바르톨로 박사는 로시나의 음악 선생인 돈 바르실리오와 함께 등장하며, 그는 바르톨로 박사에게 로시나의 숭배자인 알마비바 백작이 세비야 안에 있다고 경고한다. 바르톨로는 로시나와 즉시 결혼하기로 결심한다. 바르실리오는 중상 모략이 알마비바 백작을 제거할 수 있는 가장 효과적인 방법이라 말한다. ("La calunnia") 피가로는 그 계략을 엿듣고, 로시나에게 경고하며, 그녀로부터 린도로에게 편지를 건내주기로 약속한다.("Dunque io son") 로시나를 의심하는 바르톨로 박사는 그녀가 편지를 썼는지 입증하려 하지만, 그녀는 재치로 요리조리 빠져나간다. 바르톨로 박사는 그녀의 도전에 화가 나서, 자신을 가지고 놀지 말라고 경고한다.("A un dottor della mia sorte")
알마비바는 술취한 병사로 변장하여 등장하고, 로시나에게 쪽지를 전해준다. 그녀는 그걸 바르톨로 박사로부터 숨기려 한다. 알마비바는 자신은 바르톨로 박사의 집에 머무르겠다고 말하자, 박사는 병사들이 집에 묵는 것에 면제받았다고 목소리를 높인다. 집안에서 들려오는 소음에 궁금한 거리에 모인 군중들에게, 피가로는 소식을 알리다. 시민 경찰단이 그 술취한 병사를 체포하려 들어온다. 백작은 그의 정체를 대장에게 밝히고, 그 즉시 풀려난다. 피가로를 제외하고 모두들 이 사건의 반전에 놀라워하며, 모두들 아침의 미친 것 같은 소동에 대해 말을 한다.

### 2막
바르톨로 박사는 그 술취한 병사가 알마비바가 보낸 스파이라 의심한다. 백작이 이번에는 돈 알폰소로, 돈 바실리오의 학생이며 음악 교사로 변장한다.("Pace e gioia sia con voi") 그는 아파서 집에 있는 바실리오를 대신하여, 로시나에게 음악 교습을 주러 왔다고 말한다. 돈 알폰소는 역시 바르톨로 박사에게 그는 알마비바 백작과 같은 숙소에 머물고 있고, 로시나가 쓴 편지를 발견했다고 말한다. 돈 알폰소는 다른 여인이 그에게 그 쪽지를 주었고, 이는 린도로가 알마비바를 대신하여 로시나를 장난감 취급하고 있음을 입증하는 것이라, 그 사실을 로시나에게 전달할 것을 제시한다. 이에 박사가 돈 알폰소가 돈 바실리오의 진짜 학생이라고 믿게 되어, 로시나에게 음악 교습할 것을 허락한다. ("Contro un cor")
파가로는 바르톨로 박사에게 이발하러 도착하고, 발코니 창문을 열수있는 열쇠를 낚아챈다. 이발을 막 시작하려는 참에 바실리오가 온전히 건강한 상태로 나타난다. 백작과 로시나와 피가로는 반복되는 언질과 재빠른 뇌물로, 그가 성홍열로 아프다고 바실리오를 확신시킨다. ("Buona sera, mio signore") 바실리오는 혼란스럽지만 돈을 얻고 집으로 떠난다. 바르톨로의 이발이 시작되고, 이에 바르톨로가 알마비바가 로시나와 밤에 도망칠 계획을 짜는 것을 듣는 것에서 관심이 멀어지기 충분하다. 바르톨로 박사는 "변장"이라는 문구를 듣게 되고, 그가 또다시 속았음을 성내며 깨닫는다. 모두가 그자리를 떠난다. 하녀인 베르타는 엉망진창인 집안에 대해 한마디 한다.("Il vecchiotto cerca moglie").
바르톨로는 바실리오에게 공증인을 데려오라고 말하고, 로시나와 그날 저녁에 결혼하려한다. 바르톨로는 로시나에게 린도르에게 주었던 그녀의 편지를 내보인다. 이에 그녀는 상처를 입고, 자신이 속았다고 확신한다. 그녀는 바르톨로와 결혼하기로 동의하며, 린도로와 도망가려던 계획을 그에게 말한다. 갑작스런 폭풍우가 지나가고, 피가로와 백작은 벽을 기어올라간다. 기다리던 로시나는 알마비바가 자신의 실제 정체를 드러낼 때까지 분노를 퍼붓는다. 바실리오는 공증인과 도착한다. 바실리오는 바르톨로에게서 비싼 뇌물을 받을 것인지, 아님 그의 머리에 총알 몇발이 박힐 것인지 위협받자, 바실리오는 로시나와 알마비바의 결혼식의 증인이 될 것에 동의한다. 바르톨로 박사는 병사들과 도착하지만, 이는 너무 늦었다. 알마비바 백작은 바르톨로에게 저항하는 것은 아무 소용이 없다고 설명하자, 바르톨로 박사는 그가 졌음을 시인한다.("Cessa di più resistere") 피가로, 로시나, 그리고 백작은 그들의 행운에 환호한다.

## 유명한 아리아와 이중창
- Ecco ridente in cielo (알마비바)
- Largo al factotum (피가로)
- All'idea di quel metallo (이중창, 알마비바와 피가로)
- Una voce poco fa (로시나)
- La calunnia è un venticello (바르실리오)
- A un dottor della mia sorte (바르톨로 박사)
- Dunque io son (이중창, 피가로와 로시나)

## 음반과 DVD
- 1972년 클라우디오 아바도가 런던 심포니 오케스트라를 지휘하고, 헤르만 프라이가 피가로 역을, 테레사 베르간자가 로시나, 루이지 알바가 알마비바 역을 맡았다.

## 패러디
- 이 오페라는 우디 우드페커(The Barber of Seville, 1944), 벅스 버니(Rabbit of Seville, 1950), 텍스 애버리(Tex Avery's Magical Maestro, 1952)가 출연한 애니메이션 만화에서 패러디되었다.
- 미국의 시트콤인 사인필드의 에피소드 "이발사"에서 이 오페라의 음악 일부가 포함된다.
- 1993년 미국 영화 미세스 다웃파이어(Mrs Doubtfire)에서 배우 로빈 윌리엄스가 만화속 새로, "Largo al factotum"를 부른다.
- 미국 TV 애니메이션 시리즈 심슨 가족의 2015년 할로윈 특집(시즌27 5화, 공포의 트리하우스 XXVI)에서 사이드쇼 밥이 "Largo al factotum"의 일부를 개사하여 부른다.

## 참고 서적
"The Opera Goer's Complete Guide", Leo Melitz, 1921년 판